# Rothesay International Eastbourne 2022
Rothesay International Eastbourne 2022 byl společný tenisový turnaj mužského okruhu ATP Tour a ženského okruhu WTA Tour hraný v Devonshire Park Lawn Tennis Clubu na otevřených travnatých dvorcích. Probíhal mezi 19. až 25. červnem 2022 v britském Eastbourne jako jedenáctý ročník mužské poloviny a čtyřicátý sedmý ročník ženské části turnaje. Představoval poslední přípravu na londýnský grandslam ve Wimbledonu.
Mužská část dotovaná 760 750 eury patřila do kategorie ATP Tour 250. Ženská polovina s rozpočtem 757 900 dolarů se řadila do kategorie WTA 500. Nejvýše nasazenými hráči v singlových soutěžích se stali dvanáctý muž žebříčku Cameron Norrie z Velké Británie a světová čtyřka Paula Badosová ze Španělska. Jako poslední přímí účastníci do dvouher nastoupili francouzský 72. tenista pořadí Adrian Mannarino a 57. žena klasifikace, Američanka Madison Brengleová.
V důsledku invaze Ruska na Ukrajinu na konci února 2022 řídící organizace tenisu ATP, WTA a ITF s grandslamy rozhodly, že ruští a běloruští tenisté mohli dále na okruzích startovat, ale do odvolání nikoli pod vlajkami Ruska a Běloruska.
Třetí singlový titul na okruhu ATP Tour vybojoval 24letý Američan Taylor Fritz, jenž navázal na vítězství z roku 2019. Devětadvacátý singlový titul na okruhu WTA Tour vyhrála 32letá Češka Petra Kvitová, což ji mezi aktivními tenistkami řadilo na třetí místo za Serenu a Venus Williamsovy a před Halepovou. V probíhající sezóně se stala pátou šampionkou, jež překročila věkovou hranici 30 let.
Pro bolavý palec na noze nenastoupila poražená finalistka dvouhry Jeļena Ostapenková do finále čtyřhry, v níž titul připadl Srbce Aleksandře Krunićové a Polce Magdě Linetteové. Vítězky odehrály první společný turnaj. Třináctou společnou trofej ze čtyřhry si odvezli chorvatští obhájci Nikola Mektić a Mate Pavić, kteří získali čtvrtý triumf z pěti naposledy odehraných turnajů.

## Rozdělení bodů a finančních odměn

### Rozdělení bodů
| Soutěž       | Soutěž       | vítězové | finalisté | semifinalisté | čtvrtfinalisté | 16 v kole | 32 v kole | 48 v kole | Q  | Q2 | Q1 |
| ------------ | ------------ | -------- | --------- | ------------- | -------------- | --------- | --------- | --------- | -- | -- | -- |
| dvouhra mužů | [ 3 ] [ 9 ]  | 250      | 150       | 90            | 45             | 20        | 0         | —         | 12 | 6  | 0  |
| čtyřhra mužů | [ 10 ]       | 250      | 150       | 90            | 45             | 0         | —         | —         | —  | —  | —  |
| dvouhra žen  | [ 2 ] [ 11 ] | 470      | 305       | 185           | 100            | 55        | 30        | 1         | 25 | 13 | 1  |
| čtyřhra žen  | [ 12 ]       | 470      | 305       | 185           | 100            | 1         | —         | —         | —  | —  | —  |

### Finanční odměny
| Soutěž                                | Soutěž       | vítězové  | finalisté | semifinalisté | čtvrtfinalisté | 16 v kole | 32 v kole | 48 v kole | Q2      | Q1      |
| ------------------------------------- | ------------ | --------- | --------- | ------------- | -------------- | --------- | --------- | --------- | ------- | ------- |
| dvouhra mužů                          | [ 3 ] [ 9 ]  | 106 075 € | 61 875 €  | 36 370 €      | 21 080 €       | 12 240 €  | 7 480 €   | —         | 3 740 € | 2 040 € |
| dvouhra žen                           | [ 2 ] [ 11 ] | 116 340 € | 71 960 €  | 36 200 €      | 17 775 €       | 9 200 €   | 5 860 €   | 4 610 €   | 4 074 € | 2 180 € |
| čtyřhra mužů                          | [ 10 ]       | 36 850 €  | 19 710 €  | 11 560 €      | 6 460 €        | 3 810 €   | —         | —         | —       | —       |
| čtyřhra žen                           | [ 12 ]       | 39 000 €  | 23 700 €  | 13 470 €      | 7 000 €        | 4 200 €   | —         | —         | —       | —       |
| částka ve čtyřhrách je uvedena na pár |              |           |           |               |                |           |           |           |         |         |

## Mužská dvouhra

### Nasazení
| Stát                            | Hráč              | ATP | Nasazení |
| ------------------------------- | ----------------- | --- | -------- |
| Spojené království              | Cameron Norrie    | 11. | 1.       |
| Itálie                          | Jannik Sinner     | 13. | 2.       |
| USA                             | Taylor Fritz      | 14. | 3.       |
| Argentina                       | Diego Schwartzman | 16. | 4.       |
| USA                             | Reilly Opelka     | 18. | 5.       |
| Austrálie                       | Alex de Minaur    | 21. | 6.       |
| USA                             | Frances Tiafoe    | 27. | 7.       |
| Dánsko                          | Holger Rune       | 28. | 8.       |
| Žebříček ATP ke 13. červnu 2022 |                   |     |          |

### Jiné formy účasti
Následující hráči obdrželi divokou kartu do hlavní soutěže:
- Jay Clarke
- Jack Draper
- Ryan Peniston

Následující hráči postoupili z kvalifikace:
- James Duckworth
- John Millman
- Thiago Monteiro
- Brandon Nakashima

### Odhlášení
před zahájením turnaje
- Marin Čilić → nahradil jej  Ugo Humbert
- Gaël Monfils → nahradil jej  Francisco Cerúndolo

## Mužská čtyřhra

### Nasazení
| Stát                                                                                     | Hráč                 | Stát       | Hráč            | ATP | Nasazení |
| ---------------------------------------------------------------------------------------- | -------------------- | ---------- | --------------- | --- | -------- |
| Chorvatsko                                                                               | Nikola Mektić        | Chorvatsko | Mate Pavić      | 9   | 1        |
| Kolumbie                                                                                 | Juan Sebastián Cabal | Kolumbie   | Robert Farah    | 24  | 2        |
| Austrálie                                                                                | John Peers           | Slovensko  | Filip Polášek   | 31  | 3        |
| Chorvatsko                                                                               | Ivan Dodig           | USA        | Austin Krajicek | 39  | 4.       |
| Žebříček ATP ke 13. červnu 2022; číslo je součtem žebříčkového postavení obou členů páru |                      |            |                 |     |          |

### Jiné formy účasti
Následující páry obdržely divokou kartu do hlavní soutěže:
- Julian Cash /  Henry Patten
- Jonny O'Mara /  Ken Skupski

### Odhlášení
před zahájením turnaje
- Simone Bolelli /  Fabio Fognini → nahradili je  Maxime Cressy /  Ugo Humbert
- Wesley Koolhof /  Neal Skupski → nahradili je  Matwé Middelkoop /  Luke Saville
- Tim Pütz /  Michael Venus → nahradili je  Oleksandr Nedověsov /  Ajsám Kúreší
- Rajeev Ram /  Joe Salisbury → nahradili je  André Göransson /  Ben McLachlan

## Ženská dvouhra

### Nasazení
| Stát                            | Hráčka                | WTA | Nasazení |
| ------------------------------- | --------------------- | --- | -------- |
| Španělsko                       | Paula Badosová        | 3.  | 1.       |
| Tunisko                         | Ons Džabúrová         | 4.  | 2.       |
| Řecko                           | Maria Sakkariová      | 6.  | 3.       |
| Česko                           | Karolína Plíšková     | 7.  | 4.       |
| Španělsko                       | Garbiñe Muguruzaová   | 10. | 5.       |
| USA                             | Coco Gauffová         | 13. | 6.       |
| Česko                           | Barbora Krejčíková    | 14. | 7.       |
| Lotyšsko                        | Jeļena Ostapenková    | 16. | 8.       |
| Kazachstán                      | Jelena Rybakinová     | 21. | 9.       |
| Švýcarsko                       | Jil Teichmannová      | 22  | 10       |
| USA                             | Madison Keysová       | 23. | 11.      |
| Itálie                          | Camila Giorgiová      | 25. | 12.      |
| Belgie                          | Elise Mertensová      | 30. | 13.      |
| Česko                           | Petra Kvitová         | 31. | 14.      |
| Brazílie                        | Beatriz Haddad Maiová | 32. | 15.      |
| Kazachstán                      | Julia Putincevová     | 33. | 16.      |
| USA                             | Alison Riskeová.      | 35  | 17.      |
| Žebříček WTA ke 13. červnu 2022 |                       |     |          |

### Jiné formy účasti
Následující hráčky obdržely divokou kartu do hlavní soutěže:
- Katie Boulterová
- Jodie Burrageová
- Harriet Dartová

Následující hráčky postoupily z kvalifikace:
- Kirsten Flipkensová
- Aleksandra Krunićová
- Lesja Curenková
- Donna Vekićová

Následující hráčky postoupily z kvalifikace jako šťastné poražené:
- Rebecca Marinová
- Viktorija Tomovová
- Heather Watsonová

### Odhlášení
před zahájením turnaje
- Danielle Collinsová → nahradila ji  Čeng Čchin-wen
- Leylah Fernandezová → nahradila ji  Marta Kosťuková
- Coco Gauffová → nahradila ji  Heather Watsonová
- Sofia Keninová → nahradila ji  Magdalena Fręchová
- Anett Kontaveitová → nahradila ji  Dajana Jastremská
- Ons Džabúrová → nahradila ji  Viktorija Tomovová
- Jessica Pegulaová → nahradila ji  Camila Osoriová
- Majar Šarífová → nahradila ji  Marie Bouzková
- Clara Tausonová → nahradila ji  Panna Udvardyová
- Markéta Vondroušová → nahradila ji  Maryna Zanevská
- Čang Šuaj → nahradila ji  Rebecca Marinová

## Ženská čtyřhra

### Nasazení
| Stát                                                                           | Hráčka                      | Stát     | Hráčka            | WTA | Nasazení |
| ------------------------------------------------------------------------------ | --------------------------- | -------- | ----------------- | --- | -------- |
| Česko                                                                          | Barbora Krejčíková          | Japonsko | Ena Šibaharaová   | 15. | 1.       |
| Kanada                                                                         | Gabriela Dabrowská          | Mexiko   | Giuliana Olmosová | 20. | 2.       |
| USA                                                                            | Nicole Melichar-Martinezová | Čína     | Čang Šuaj         | 33. | 3.       |
| Česko                                                                          | Lucie Hradecká              | Indie    | Sania Mirzaová    | 42. | 4.       |
| Žebříček WTA ke 13. červnu 2022; číslo je součtem umístění obou členek dvojice |                             |          |                   |     |          |

### Jiné formy účasti
Následující páry obdržely divokou kartu do hlavní soutěže:
- Harriet Dartová /  Heather Watsonová
- Ons Džabúrová /  Serena Williamsová

### Odhlášení
před zahájením turnaje
- Desirae Krawczyková /  Demi Schuursová → nahradily je  Desirae Krawczyková /  Monica Niculescuová

## Přehled finále

### Mužská dvouhra
- Taylor Fritz vs.  Maxime Cressy, 6–2, 6–7(4–7), 7–6(7–4)

### Ženská dvouhra
- Petra Kvitová vs.  Jeļena Ostapenková, 6–3, 6–2

### Mužská čtyřhra
- Nikola Mektić /  Mate Pavić vs.  Matwé Middelkoop /  Luke Saville, 6–4, 6–2

### Ženská čtyřhra
- Aleksandra Krunićová /  Magda Linetteová vs.  Ljudmyla Kičenoková /  Jeļena Ostapenková, bez boje